# Laia Sanz
Laia Sanz Pla-Giribert (* 11. Dezember 1985 in Corbera de Llobregat) ist eine spanische Motorrad- und Automobilrallyefahrerin.
Sanz hält über 30 Meistertitel in verschiedenen internationalen Trial-, Enduro- und Cross-Country-Wettbewerben, ist fünffache Gewinnerin der Damen-Enduro-Weltmeisterschaft und neunfache Gewinnerin der Rallye Dakar in der Damenwertung. Zudem gewann sie mehrfach die FIM Cross-Country Rallies World Championship. Sie ist Top-Ten-Dakar-Fahrerin und nimmt seit 2011 überwiegend auf Honda und GasGas an der Rallye Dakar teil. Sanz ist die bisher beste Fahrerin der Rallye Dakar und erreichte in allen Dakar-Editionen, an denen sie teilnahm, das Ziel. Seit 2021 nimmt sie an der Extreme-E-Rennserie teil und fährt dort zusammen mit Carlos Sainz senior für das Team acciona | Sainz Extreme E Team. Im Jahr 2022 wechselt Laia Sanz bei der Rallye Dakar vom Motorrad in die Auto-Klasse und trat für das Primax X-Raid Team in einem Mini All4 Racing an.

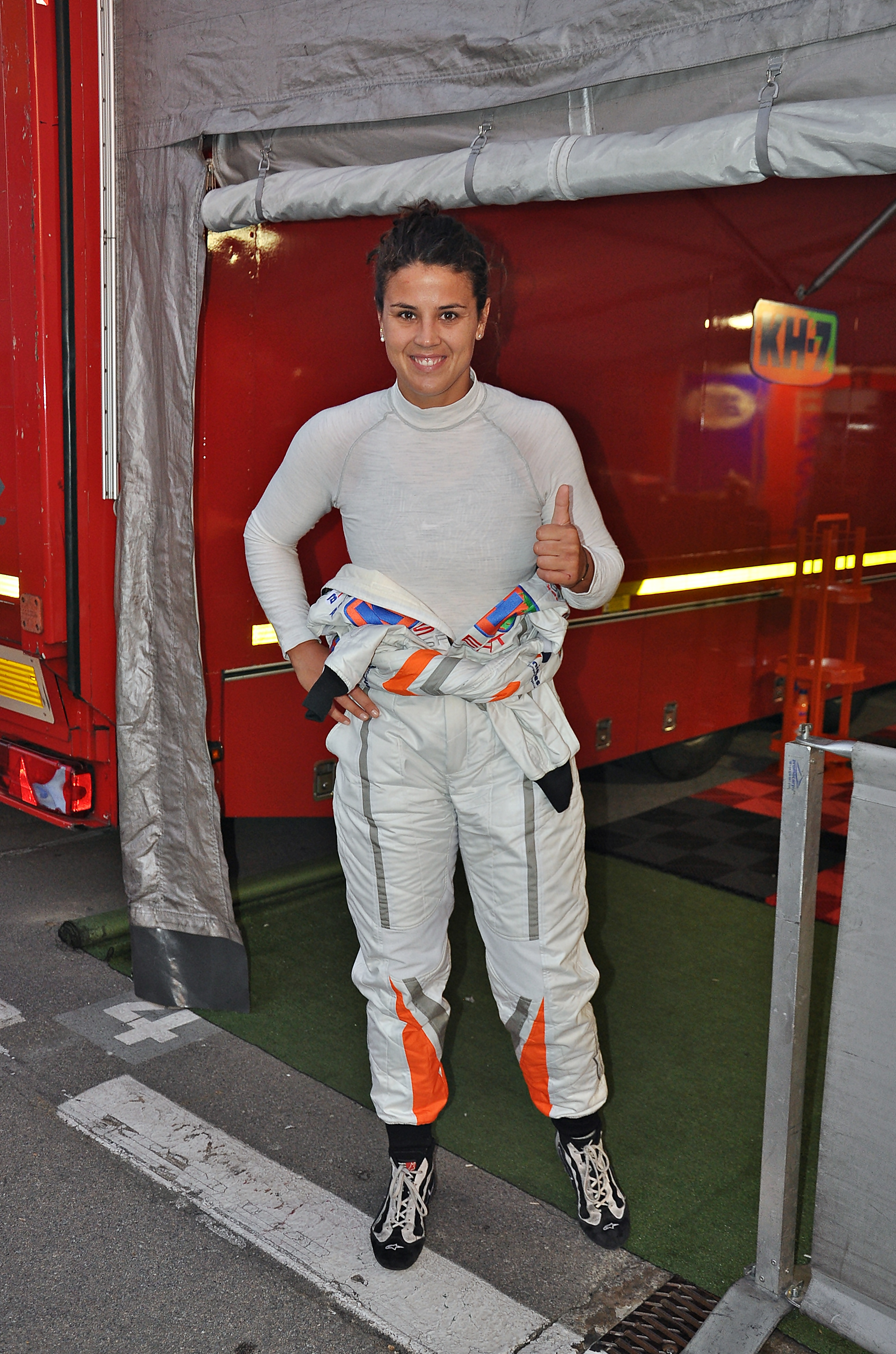
24h von Barcelona 2017
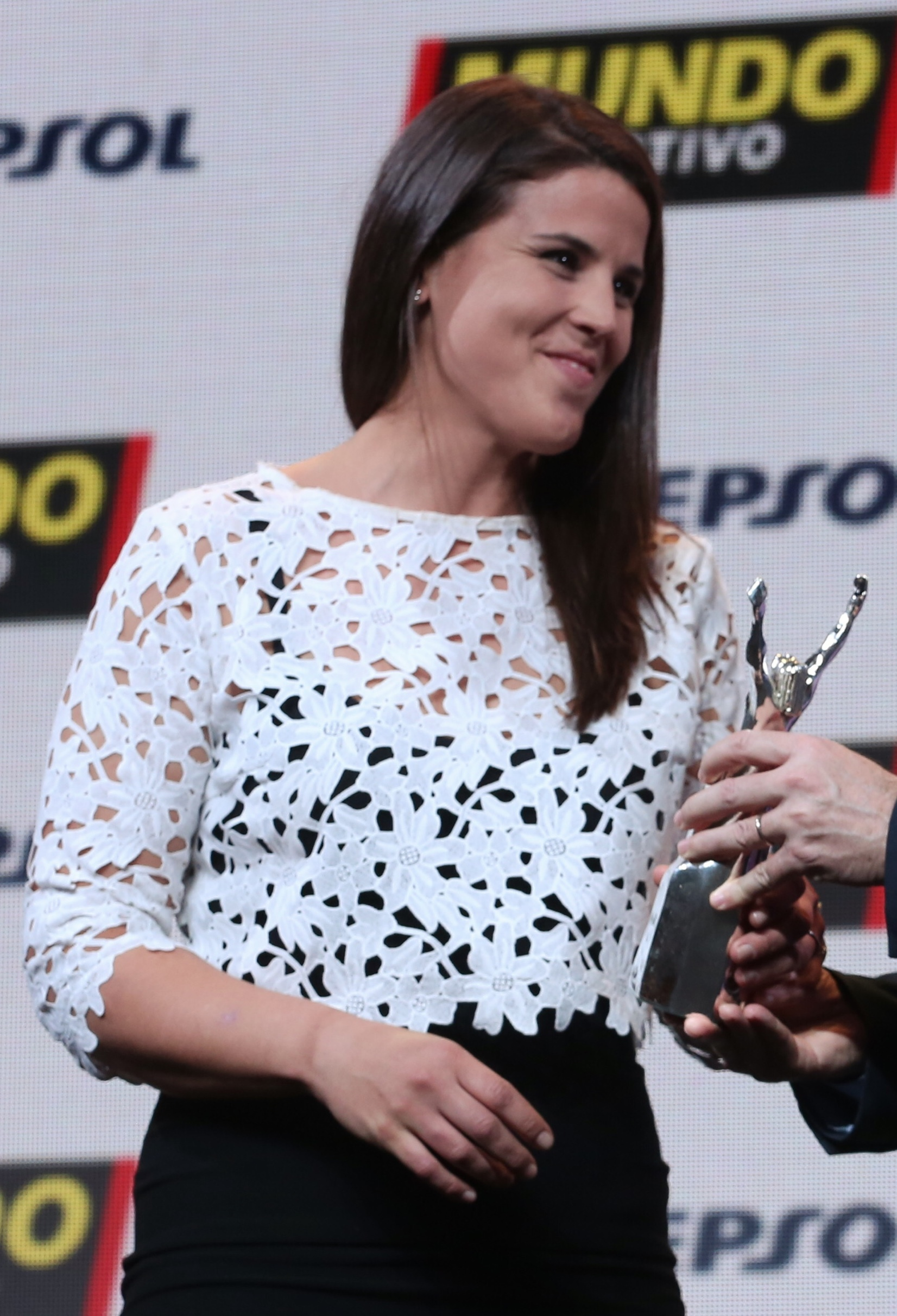
Mundo Deportivo Award 2016
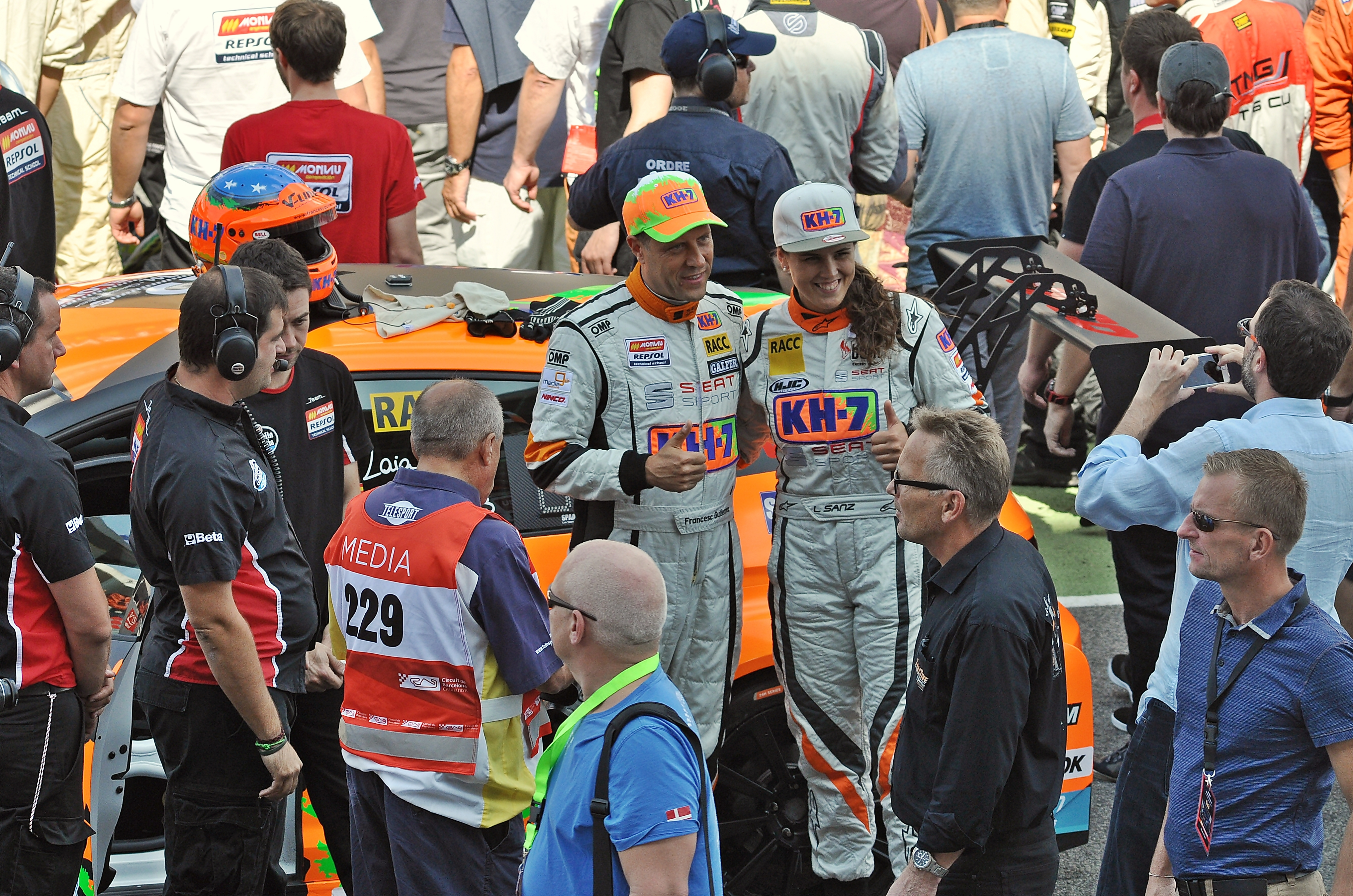
24h von Barcelona 2015
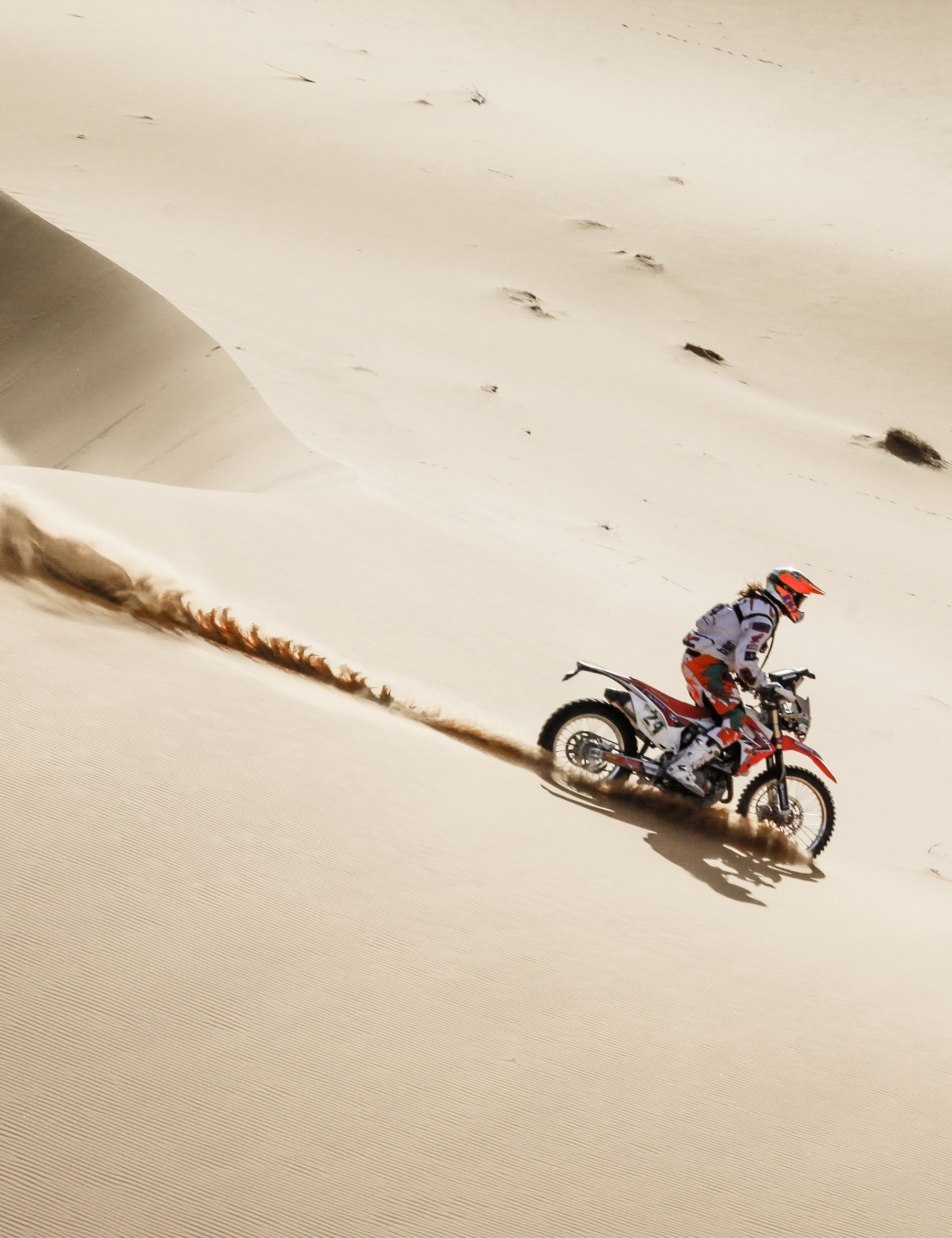
Merzouga Rally 2014
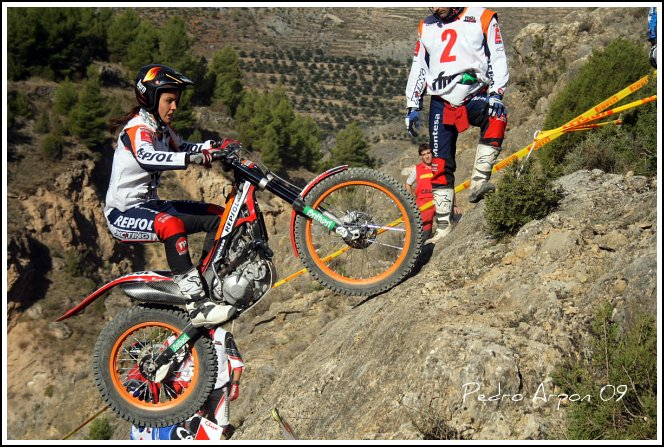
Spanische Trial Meisterschaften 2009

## Auszeichnungen
- 2006: Sportswoman of the Year